# سارة كين
سارة كين (بالإنجليزية: Sarah Cain)‏ هي رسامة أمريكية، ولدت في 3 فبراير 1979 في ألباني في الولايات المتحدة.